# Peyronelia arbuscula
Peyronelia arbuscula är en svampart som först beskrevs av August Karl Joseph Corda, och fick sitt nu gällande namn av S. Hughes 1958. Peyronelia arbuscula ingår i släktet Peyronelia och familjen Mytilinidiaceae.   Inga underarter finns listade i Catalogue of Life.